# Марина Локтіонова
Марина Локтіонова (12 листопада 1984, Київ) — українська акторка, театр, кіно та дубляжу.

## Біографія
Марина Локтіонова народилася 12 листопада 1984 року у Київ.
У 2007 році закінчила акторське відділення театрального факультету Київський національний університет театру, кіно і телебачення імені Івана Карпенка-Карого.

## Фільмографія
- Відділ 44 — Герасіва (1 сезон 49 серія)

## Український Дубляж

### 2008
- (2008—2013) Прикольні фантазери — Роль невідомо
- (2008) Феї — Дінь-Дінь
- (2008) Життя спочатку — Роль невідомо

### 2009
- (2009) Феї: Загублений скарб  — Дінь-Дінь

### 2010
- (2010-2014) Щасти, Чарлі! — Скайлер
- (2010) Феї: Фантастичний порятунок — Дінь-Дінь
- (2010-2014) Ловись, рибко — Плавберлі, Змія
- (2010) Гаррі Поттер та Смертельні Реліквії: Частина перша — Герміона Ґренджер

### 2011
- (2011) Більше, ніж секс — Кейті Куртцман
- (2011) Я номер чотири — Сара
- (2011) Тор — Дарсі Л'юїс
- (2011) Лимонадний голос — Мо
- (2011) Гаррі Поттер та Смертельні Реліквії. Частина друга — Герміона Ґренджер
- (2011) Фінеас і Ферб у другому вимірі — Стейсі
- (2011) Прислуга — Елізабет
- (2011-) Чорне дзеркало — Сюзанна, Люсі, Шазія, Една, Тета, Ніда

### 2012
- (2012) Феї: Таємниця магічних крил — Дінь-Дінь

### 2013
- (2013) Це кінець — Емма
- (2013) Тор 2: Царство темряви — Дарсі Л'юїс
- (2013) Порятунок містера Бенкса — Доллі

### 2014
- (2014) Феї: Таємниця піратського острова — Дінь-Дінь
- (2014) Винні зірки — Хейзер
- (2014) Той, що біжить лабіринтом — Тереза
- (2014) Теорія всього — Джейн

### 2015
- (2015) Найдовша подорож — Софія Данко
- (2015) Полтерґейст — Кендра Боуен
- (2015) Той, що біжить лабіринтом: Випробування вогнем — Тереза

### 2016
- (2016) Зоотрополіс — Джуді Гопс
- (2016—) Гучний дiм — Лінкольн Лауд
- (2016) День незалежності 2: Відродження — Патрісія Вітмор
- (2016) Весільний погром — Джин
- (2016) Дім дивних дітей Міс Сапсан — Емма Блум
- (2016) Інферно — Роль невідомо
- (2016) Встигнути за Джонсами — Стейсі
- (2016) Приховані фігури — Рут

### 2017
- (2017—2021) Паперовий будинок — Токіо
- (2017—2018) Барбі: Дрімтопія — Пломбір, Русалка-Виноград, Фіолетова принцеса
- (2017) Анабель: Створення — Роль невідомо
- (2017) Патті Кейкс — Роль невідомо
- (2017) Битва статей — Мерилін
- (2017) Прощавай Крістофер Робін — Олів
- (2017—2019) Мисливець за розумом — Роль невідомо
- (2017) Три білборди під Еббінґом, Міссурі — Роль невідомо
- (2017) Секретне досьє — Роль невідомо

### 2018
- (2018) Той, що біжить лабіринтом: Ліки від смерті — Тереза
- (2018) Божевільна — Вайолет
- (2018) Зачарований принц — Роль невідомо
- (2018) Завзяті шахраї — Роль невідомо
- (2018) У полоні стихії — Роль невідомо
- (2018) Іграшки для дорослих — Роль невідомо
- (2018) Монахиня — Сестра Айрін
- (2018) Пташиний короб — Олімпія

### 2019
- (2019) Сексуальна освіта — Еймі Ґібс (4 сезон)
- (2019—2022) Мертвий для мене — Джуді
- (2019) Доктор Сон — Роль невідомо
- (2019—) Відьмак — Принцеса Паветта
- (2019) ([Маленькі жінки]] — Роль невідомо

### 2020
- (2020—2023) Совиний Дім — Віллоу
- (2020—) Зовнішні мілини — Ларісса
- (2020) Стара гвардія — Кін
- (2020) Будка поцілунків 2 — Хлоя
- (2020) Острів кошмарів — Роль невідомо
- (2020) Подорож на Місяць — Роль невідомо
- (2020) Пара на свята — Фелісіті

### 2021
- (2021) Люпен — Флер
- (2021) Дракон бажань — Лі На
- (2021—2022) Доля: Сага Вінкс — Терра
- (2021) Том і Джеррі — Кайла
- (2021) В її очах — Адель
- (2021—) Джинні і Джорджія — Софі Санчес, Сімон
- (2021—) Смурфики — Малюк Смурф
- (2021—2023) Тінь та Кістка — Ніна
- (2021) Закляття 3: За велінням диявола — Деббі
- (2021—) Невгамовні — Філ, Ліл
- (2021—2023) Секс/Життя — Керолайн
- (2021) Будка поцілунків 3 — Хлоя
- (2021) Персонаж — Міллі / Молотова
- (2021) Гучний дім. Фільм — Лінн
- (2021—) Акулопес — Maкс (2-3 сезон)
- (2021) Король утечі — Молодший
- (2021) My Little Pony: Нове покоління — Сані
- (2021) 007: Не час помирати — Палома
- (2021) Католицька школа — Донателла
- (2021) Остання дуель — Марґаріт
- (2021) Лють — Роль невідомо
- (2021) Покемон: Серіал. Надзвичайна мандрівка — Кессіді, Синтія
- (2021) Мюнхен. На порозі війни — Лена

### 2022
- (2022) Ґерек — Маржена
- (2022) Аферист із Tinder — Сесілія
- (2022) Смерть на Нілі — Луїза Бурже
- (2022) Проти вітру — Анія
- (2022) Між життям і смертю — Шеннон
- (2022) Вигадана Анна — Анна
- (2022) Її уламки — Джейн Олівер
- (2022) Задорослий для казок — Тереза
- (2022)  Інакше ми розсердимося —Роль невідомо
- (2022) Їжак Сонік 2 — Тейлз
- (2022) Вибирай або помри — Кайла
- (2022—) Бебі Бос: Назад до колиски — Меліса (сезон 1, серія 4)
- (2022) Море любові — Пурі
- (2022) Дженніфер Лопес: Шоу тільки починається — Роль невідомо
- (2022) Парад сердець — Магда Грот
- (2022) Повернення королеви (2022) — Роль невідомо
- (2022) Найдовша ніч — Еліза Монтеро
- (2022) Сіра людина — Дані Міранда
- (2022—2023) Панда Кунг-Фу: Лицар Дракона — Акна
- (2022) Оселя зла — Евелін Маркус
- (2022) Найненависніша людина в інтернеті — Кайла Лоус
- (2022) DC Ліга Супер-Улюбленців — Пібі
- (2022) Велетенські брати-роботи — Роль невідомо
- (2022) Royalteen: Спадкоємець — Роль невідомо
- (2022) Клео — Клео
- (2022) Секрети від шефа: Піцца —Мія (серія 1) Енн (серія 3), Еммі (серії 4, 5), Емілі (серія 6)
- (2022) Порятунок із тайської печери — Нун
- (2022) My Little Pony: Залиш свою відзнаку — Санні
- (2022—) Імператриця — Марія Бельгійська (сезон 2)
- (2022) Школа добра і зла — Роль невідомо
- (2022) Пограбування Муссоліні — Івона
- (2022) План уроку — Емілія
- (2022—2024) Сонік Прайм — Тейлз
- (2022) Шантаж — Ганна
- (2022) Блідо-блакитне око — Лія Марквіс
- (2022) Відьмак: Кровне походження — Мервін

### 2023
- (2023) Приблуди — Neve/Cheryl
- (2023) Хто ти, Філіпе? — Роль невідомо
- (2023) Одержимість — Анна
- (2023) Кров і золото — Elsa
- (2023) Гламур — Мікінлі Вільямс (серії 2-3, 5-9)
- (2023) Крізь моє вікно: Розділені морем — Вера
- (2023) Меґ 2: Западина — Дже сс
- (2023) Місія Стоун — Кея Дхаван
- (2023—) Диностер — Вчителька
- (2023) ONE PIECE — Кая
- (2023) Монахиня ІІ — Сестра Айрін
- (2023) Творець — Майя
- (2023) Знахар — Марися
- (2023) Усе й зараз — Елісон
- (2023) Падіння дому Ашерів — Аллі
- (2023) Різдво на Віндмілл-вей — Лілі
- (2023) Вонка — Лотті
- (2023) 1670 — Роль невідомо
- (2023) Покемон: Консьєржка — Аліса
- (2023) Берлін — Каміль

### 2024
- (2024) Брати Сунь — Алексіс
- (2024) Крізь моє вікно 3: Віч-на-віч — Вера
- (2024) Задорослий для казок 2 — Тереза
- (2024) Проблема 3 тіл — Софон
- (2024) Мати нареченої — Камала
- (2024) Частина тебе — Каріна
- (2024) Ціна бабусиного спадку — Алессандра
- (2024) У глибинах Сени — Бен
- (2024) Наглядачі — Люсі / Міна / Копія Міни
- (2024) Байкери — Кеті
- (2024) Вечір ігор — Пія
- (2024) Янголи Ніцци — Роль невідомо
- (2024) Дихай — Джесіка
- (2024) Його три доньки — Крістіна
- (2024) Неприємності — Міммі
- (2024) Брати Мендеси — Роль невідомо
- (2024) Оманливе кохання — Роль невідомо
- (2024) Самотня планета — Лілі
- (2024) Напад — Моніка
- (2024) Остання ніч у Треморі — Роль невідомо
- (2024) Матері пінгвінів — Роль невідомо
- (2024) Чорні голуби — Гелен
- (2024) Ла-Пальма — Роль невідомо
- (2024) За фасадом — Mapґо
- (2024) Їжак Сонік 3 — Тейлз

### 2025
- (2025) Сумую за тобою — Стейсі
- (2025) Кассандра — Кассандра
- (2025) Відьмак: Сирени з глибин — Ессі Давен
- (2025) Кохання навіки — Ганна
- (2025) Токсичне місто — Меґґі
- (2025) Лише один погляд — Аґнєшка
- (2025) Юнацтво — Брайоні
- (2025) Список мрій — Алекс
- (2025) Бенґер — Роз Еспіно
- (2025) Пульс — Гарпер Сіммс
- (2025) Садівник — Віолета
- (2025) Скляний купол — Мілена
- (2025) Заручник у магазині Apple — Лінн
- (2025) Бабуні — Олівія
- (2025) Фред і Роуз Вести: Британська історія жаху — Роуз
- (2025) Ставка — Юмеко
- (2025) Жінка від народу — Шаміка
- (2025) Відділ нерозкритих справ — Вікторія
- (2025) Еліо — Ууууу
- (2025) 28 років по тому — Айла
- (2025) Прибережжя — Брі
- (2025) Олімпо — Роль невідомо
- (2025) F1: Фільм — Роль невідомо
- (2025) Стара гвардія 2 — Квін
- (2025) Супермен — Лоїс Лейн
- (2025) Занадто — Венді
- (2025) Неприборканий — Джил Бодвін
- (2025) Молоді мільйонери — Віктуар